# SJ X55
De X 55, SJ3000 ook wel Bombardier type Alfa genoemd, is een vierdelig elektrisch treinstel voor het lange-afstandspersonenvervoer van de Zweedse spoorwegmaatschappij SJ AB.

## Geschiedenis
In mei 2008 bestelde de Zweedse nationale spoorwegmaatschappij Statens Järnvägar (SJ) 20 treinstellen bij Bombardier Transportation Werk Hennigsdorf, met een optie op nog eens 20 stuks. Het treinstel is ontwikkeld uit de in jaren 90 ontwikkelde Bombardier Regina. De breedte van het treinstel is 3450 mm. De Regina was oorspronkelijk ontwikkeld voor het regionaal personenvervoer. In augustus 2011 werden de eerste treinen als SJ3000 gepresenteerd. Op 6 februari 2012 werden de eerste vier treinstellen op het traject tussen Stockholm en Sundsvall in gebruik genomen. Sinds 30 juli 2012 worden de treinstellen op het traject tussen Stockholm en Östersund ingezet.
Op 6 juli 2012 werden de treinstellen 9 en 10 (de helft van het aantal) door SJ-Projektleider Roger Nilsson van Bombardier Transportation afgenomen. Het eerste treinstel ging naar Hennigsdorf terug voor aanbrengen van de veranderingen die bij de serie treinstellen werden uitgevoerd.

## Constructie en techniek

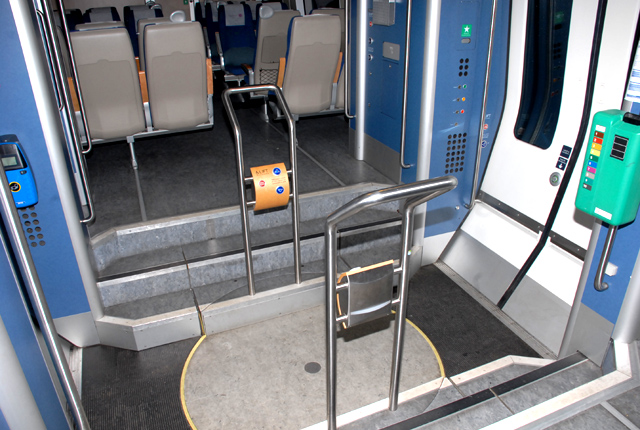
Lift in de lage stand

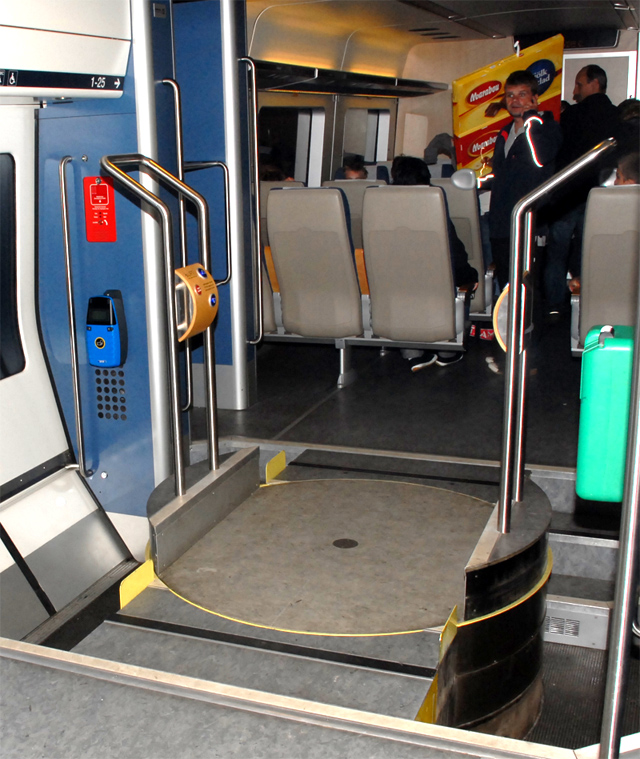
Lift in de hoge gedraaide stand

Het treinstel is opgebouwd uit een aluminium frame. Deze treinen kunnen tot drie stuks gecombineerd rijden. De treinen zijn uitgerust met luchtvering.
De treinen hebben in het front een contactdoos voor de treinverwarming. Hierbij kan de treinverwarming ook werken als de trein door een locomotief getrokken wordt. In het omhulsel rond de koppeling zorgt een verwarmingselement voor een goede werking in de winter.
Vanaf een lagevloer balkon kunnen rolstoelen via een speciale lift met draaiplateau naar een plaats op de hogevloer in de trein worden gebracht.

## Nummers
De treinstellen zijn als volgt genummerd:
- 3344-3363: eerste klas rijtuig met stuurstand
- 3544-3563: tweede klas rijtuig
- 2944-2963: tweede klas rijtuig met bistro afdeling
- 3744-3763: tweede klas rijtuig met stuurstand en rolstoellift

## Treindiensten
Deze treinen zullen in de toekomst de Intercitydiensten van de (X2) vervangen op de trajecten:
- Karlstad - Stockholm
- Falun - Stockholm

Ook zullen deze treinen in de toekomst een aantal Intercitydiensten van de (X2) parallel rijden op de trajecten:
- Göteborg - Stockholm
- Sundsvall - Stockholm
- Malmö - Stockholm